# Adam Kowalczyk
Adam Franciszek Kowalczyk (ur. 1 października 1903 w Brzeźniu, w pow. sieradzkim, zm. 7 maja 1970 w Buenos Aires w Argentynie) – pułkownik pilot Polskich Sił Powietrznych w Wielkiej Brytanii.

## Życiorys
Urodził się w rodzinie chłopskiej Tomasza i Józefy z domu Galusińska, którzy prowadzili 5 hektarowe gospodarstwo. Miał dziewięcioro rodzeństwa. W 1912 rozpoczął naukę w rosyjskiej szkole powszechnej, po ukończeniu której uczył się w szkole przygotowawczej (tzw. preparanda). W tym czasie należał do konspiracyjnego harcerstwa polskiego - Drużyny im. Tadeusza Kościuszki w Zduńskiej Woli. W 1918 jako harcerz brał udział w rozbrajaniu garnizonu niemieckiego w Zduńskiej Woli. W 1919 r. rozpoczął naukę w Państwowym Seminarium Nauczycielskim w Łowiczu. W 1920 wstąpił do Armii Ochotniczej i walczył z bolszewikami w szeregach 201 pułku piechoty. Następnie został przeniesiony do 1 Dywizji Litewsko-Białoruskiej i wziął udział w buncie Żeligowskiego. 
Po zakończeniu działań wojennych zajął się przerwaną edukacją. W 1925 zdał maturę w Państwowym Seminarium Nauczycielskim w Łowiczu i rozpoczął naukę w Szkole Podchorążych Piechoty w Warszawie. W następnym, po praktyce w 4 pułku strzelców podhalańskich, na własną prośbę został skierowany do Oficerskiej Szkoły Lotniczej w Dęblinie, którą ukończył w sierpniu 1928 roku i uzyskał nominację na podporucznika obserwatora. Został wcielony do 1 pułku lotniczego w Warszawie i przydzielony do 13 eskadry niszczycielskiej nocnej. W 1929 w Centrum Wyszkolenia Oficerów Lotnictwa w Dęblinie ukończył kurs pilotażu podstawowego, a na wiosnę 1930 kurs pilotażu myśliwskiego przy 2 pułku lotniczym w Krakowie, po którym został skierowany do 1 pułku lotniczego. Otrzymał przydział do 112 eskadry myśliwskiej, w której służył 8 lat. W 1936 r. objął stanowisko p.o. dowódcy 112 eskadry. Na stopień kapitana został mianowany ze starszeństwem z 19 marca 1937 i 14. lokatą w korpusie oficerów lotnictwa, grupa liniowa. W następnym roku został dowódcą IV dywizjonu myśliwskiego.
W kampanii wrześniowej 1939 dowodził IV dywizjonem myśliwskim w ramach Brygady Pościgowej. W rejonie Warszawy zestrzelił na pewno 2 samoloty nieprzyjaciela (He 111 i Ju 87). 17 września w związku z rozkazem ewakuacji do Rumunii wyznaczył młodych pilotów do przeprowadzenia samolotów na rumuńskie lotnisko, sam zaś wyruszył rzutem kołowym, który odjechał z lotniska tuż przed nadejściem oddziałów Armii Czerwonej. 
Następnie przez Bałczik i Bejrut przedostał się do Marsylii. Na miejscu trafił do Centrum Wyszkolenia Lotnictwa w Lyon-Bron. Po odbytym przeszkoleniu na francuskich samolotach, w marcu 1940 został mianowany dowódcą eskadry w 1/145 Polskim Dywizjonie Myśliwskim Warszawskim. Następnie objął dowództwo utworzonego w dniu 31 maja 1940 XI Klucza Kominowego „Kow” broniącego La Rochelle (ELD/La Rochelle). W skład tego klucza wchodzili: ppor. Tadeusz Szumowski, ppor. Włodzimierz Klawe, ppor. Janusz Marciniak, sierż. Władysław Kiedrzyński oraz kpr. Stanisław Widlarz. Dowodzeni przez Kowalczyka piloci otrzymali cztery samoloty Bloch MB-151 i Bloch MB-152. 19 czerwca 1940 r. Kowalczyk wydał swoim podopiecznym rozkaz opuszczenia lotniska i zaokrętowania się na statek "Alderpool". 21 czerwca statek wpłynął do Plymouth.
W Wielkiej Brytanii otrzymał numer służbowy P-0194 i został skierowany do 3 School of Technical Training (Szkoły Technicznej RAF) w Manston, a następnie 25 września 1940 r. przeszedł do 5 Operational Training Unit, gdzie przeszkolił się na brytyjskich myśliwcach. Jego pierwszą bojową jednostką był 607 dywizjon RAF „County of Durham”, wyposażony w samoloty Hurricane. 7 listopada 1940 objął dowództwo 303 dywizjonu myśliwskiego, które pełnił do 19 lutego 1941. Następnie przeniesiono go do nowo sformowanego 317 dywizjonu myśliwskiego „Wileńskiego”, w którym objął stanowisko oficera operacyjnego. Później pełnił funkcję polskiego oficera łącznikowego w 9, 13 i 14 Grupie Myśliwskiej. Latem 1943 ze względu na zbliżającą się granicę wiekową pilotów myśliwskich (40 lat) został przeniesiony do lotnictwa bombowego a po przeszkoleniu w 18 OTU w Finningley otrzymał przydział do 300 dywizjonu bombowego „Ziemi Mazowieckiej”, gdzie pełnił szereg funkcji, w tym m.in. dowódcy eskadry, a od 18 stycznia do 1 kwietnia 1944 był dowódcą dywizjonu. Następnie aż do zakończenia działań wojennych obejmował różne stanowiska dowódcze w wojskowym szkolnictwie lotniczym (m.in. jako szef wyszkolenia w Dowództwie Sił Powietrznych). 
12 czerwca 1944 został przeniesiony do Dowództwa Sił Powietrznych w Londynie na kurs taktyczny, 18 sierpnia 1944 r. został wysłany do Stanów Zjednoczonych w celu podjęcia nauki w elitarnej amerykańskiej  akademii US Army Command and General Staff College w Fort Leavenworth w stanie Kansas. Powrócił do Wielkiej Brytanii i 17  grudnia 1944 został przydzielony do Dowództwa Sił Powietrznych w Londynie, gdzie objął stanowisko II zastępcy szefa sztabu oraz szefa ds. wyszkolenia. Wojnę ukończył w stopniu podpułkownika pilota. 12 września 1946 został mianowany na stanowisko p.o. szefa sztabu w Dowództwie Sił Powietrznych.
Na liście Bajana jest sklasyfikowany na 122. pozycji z zaliczonymi 2 i 1/5 zestrzeleniami pewnymi.
Po rozformowaniu Polskich Sił Powietrznych wstąpił w 1947 do Polskiego Korpusu Przysposobienia i Rozmieszczenia. Został zdemobilizowany w stopniu pułkownika i brytyjskim stopniu Wing Commandera. Nie zdecydował się na powrót do kraju, początkowo żył w Wielkiej Brytanii, a następnie w grudniu 1948 przeniósł się do Buenos Aires w Argentynie, gdzie zmarł na atak serca w 1970 roku.
Był żonaty dwukrotnie: przed wojną z Zofią oraz od 1947 z Bożenną z Orłowskich (podoficerem Pomocniczej Lotniczej Służby Kobiet). Z drugiego małżeństwa miał syna Piotra.

## Ordery i odznaczenia
- Krzyż Srebrny Orderu Virtuti Militari nr 10788
- Krzyż Walecznych „za czyny męstwa i odwagi wykazane w bojach toczonych w latach 1918–1921”[3]
- Krzyż Walecznych (dwukrotnie) „za czyny męstwa i odwagi wykazane w wojnie rozpoczętej 1 września 1939 roku”
- Medal Lotniczy (czterokrotnie)
- Srebrny Krzyż Zasługi[3]
- Medal Pamiątkowy za Wojnę 1918–1921
- Brązowy Medal za Długoletnią Służbę
- Polowy Znak Pilota nr 484
- Krzyż Kawalerski Orderu Korony Rumunii (Rumunia)
- Medal Obrony (Wielka Brytania)
- Medal Wojny 1939–1945 (Wielka Brytania)
- Gwiazda za Wojnę 1939–1945 (Wielka Brytania)
- Gwiazda Lotniczych Załóg w Europie (Wielka Brytania)
- Medal 10 Rocznicy Wojny Niepodległościowej (Łotwa)
- rumuńska Odznaka Pilota